# Alpiner Nor-Am Cup 2013/14
Die Saison 2013/2014 des Alpinen Nor-Am Cups begann am 23. November 2013 in Loveland und endete am 16. März 2014 in Nakiska (Herren) bzw. in Calgary (Damen). Bei Herren und Damen gab es je 28 Rennen.
Die Tabellen zeigen die fünf Bestplatzierten in der Gesamtwertung und in jeder Disziplinwertung sowie die drei besten Fahrer jedes Rennens.

## Herren

### Gesamtwertung
| Rang | Name                | Land               | Punkte |
| ---- | ------------------- | ------------------ | ------ |
| 1    | Ryan Cochran-Siegle | Vereinigte Staaten | 989    |
| 2    | Dustin Cook         | Kanada             | 929    |
| 3    | Tyler Werry         | Kanada             | 771    |
| 4    | Natko Zrnčić-Dim    | Kroatien           | 574    |
| 5    | Erik Read           | Kanada             | 571    |

### Abfahrt
| Rang | Name                | Land               | Punkte |
| ---- | ------------------- | ------------------ | ------ |
| 1    | Bryce Bennett       | Vereinigte Staaten | 222    |
| 2    | Ryan Cochran-Siegle | Vereinigte Staaten | 201    |
| 3    | Natko Zrnčić-Dim    | Kroatien           | 200    |
| 3    | Jeffrey Frisch      | Kanada             | 200    |
| 5    | Dustin Cook         | Vereinigte Staaten | 184    |

### Super-G
| Rang | Name                | Land               | Punkte |
| ---- | ------------------- | ------------------ | ------ |
| 1    | Tyler Werry         | Kanada             | 205    |
| 2    | Bryce Bennett       | Vereinigte Staaten | 154    |
| 3    | Nick Daniels        | Vereinigte Staaten | 145    |
| 4    | Dustin Cook         | Kanada             | 129    |
| 5    | Ryan Cochran-Siegle | Vereinigte Staaten | 120    |

### Riesenslalom
| Rang | Name                | Land               | Punkte |
| ---- | ------------------- | ------------------ | ------ |
| 1    | Dustin Cook         | Kanada             | 472    |
| 2    | Brennan Rubie       | Vereinigte Staaten | 390    |
| 3    | Ryan Cochran-Siegle | Vereinigte Staaten | 345    |
| 4    | Tyler Werry         | Kanada             | 298    |
| 5    | Erik Read           | Kanada             | 241    |

### Slalom
| Rang | Name                | Land               | Punkte |
| ---- | ------------------- | ------------------ | ------ |
| 1    | Colby Granstrom     | Vereinigte Staaten | 422    |
| 2    | Will Brandenburg    | Vereinigte Staaten | 341    |
| 3    | Espen Lysdahl       | Norwegen           | 334    |
| 4    | Jonathan Nordbotten | Norwegen           | 306    |
| 5    | Brad Spence         | Kanada             | 293    |

### Super-Kombination
| Rang | Name                | Land               | Punkte |
| ---- | ------------------- | ------------------ | ------ |
| 1    | Erik Read           | Kanada             | 140    |
| 2    | Tyler Werry         | Kanada             | 111    |
| 3    | Broderick Thompson  | Kanada             | 106    |
| 4    | Bryce Bennett       | Vereinigte Staaten | 102    |
| 5    | Ryan Cochran-Siegle | Vereinigte Staaten | 100    |
| 5    | Natko Zrnčić-Dim    | Kroatien           | 100    |
| 5    | Trevor Philp        | Kanada             | 100    |

### Podestplätze
Disziplinen:
- DH = Abfahrt
- SG = Super-G
- GS = Riesenslalom
- SL = Slalom
- SC = Superkombination

| Datum      | Ort              | Dis. | 1. Platz                  | 2. Platz                  | 3. Platz                  |
| ---------- | ---------------- | ---- | ------------------------- | ------------------------- | ------------------------- |
| 23.11.2013 | Loveland         | GS   | Philipp Schörghofer (AUT) | Luca De Aliprandini (ITA) | Tyler Werry (CAN)         |
| 24.11.2013 | Loveland         | GS   | Dustin Cook (CAN)         | Luca De Aliprandini (ITA) | Brennan Rubie (USA)       |
| 25.11.2013 | Loveland         | SL   | Jonathan Nordbotten (NOR) | Michael Janyk (CAN)       | Will Brandenburg (USA)    |
| 26.11.2013 | Loveland         | SL   | Jonathan Nordbotten (NOR) | David Chodounsky (USA)    | Michael Janyk (CAN)       |
| 11.12.2013 | Copper Mountain  | DH   | Natko Zrnčić-Dim (CRO)    | Jared Goldberg (USA)      | Bryce Bennett (USA)       |
| 12.12.2013 | Copper Mountain  | DH   | Natko Zrnčić-Dim (CRO)    | Bryce Bennett (USA)       | Jared Goldberg (USA)      |
| 13.12.2013 | Copper Mountain  | SG   | Tyler Werry (CAN)         | Bryce Bennett (USA)       | Andreas Strodl (GER)      |
| 13.12.2013 | Copper Mountain  | SC   | Natko Zrnčić-Dim (CRO)    | Bryce Bennett (USA)       | Nick Daniels (USA)        |
| 14.12.2013 | Copper Mountain  | SG   | Nick Daniels (USA)        | Jared Goldberg (USA)      | Natko Zrnčić-Dim (CRO)    |
| 17.12.2013 | Vail             | SL   | Will Brandenburg (USA)    | Colby Granstrom (USA)     | Sasha Zaitsoff (CAN)      |
| 18.12.2013 | Vail             | SL   | Will Brandenburg (USA)    | Will Gregoriak (USA)      | Nolan Kasper (USA)        |
| 19.12.2013 | Vail             | GS   | Dustin Cook (CAN)         | Mark Engel (USA)          | David Chodounsky (USA)    |
| 20.12.2013 | Vail             | GS   | Nick Cohee (USA)          | Morgan Megarry (USA)      | Michael Ankeny (USA)      |
| 03.02.2014 | Stowe            | GS   | Brennan Rubie (USA)       | Sasha Zaitsoff (CAN)      | Ryan Cochran-Siegle (USA) |
| 04.02.2014 | Stowe            | GS   | Brennan Rubie (USA)       | Dustin Cook (CAN)         | Ford Swette (CAN)         |
| 05.02.2014 | Stowe            | SL   | Brad Spence (CAN)         | Colby Granstrom (USA)     | Espen Lysdahl (NOR)       |
| 06.02.2014 | Stowe            | SL   | Colby Granstrom (USA)     | Brad Spence (CAN)         | Tim Kelley (USA)          |
| 11.02.2014 | Mont Sainte-Anne | DH   | Jeffrey Frisch (CAN)      | Dustin Cook (CAN)         | Ryan Cochran-Siegle (USA) |
| 12.02.2014 | Mont Sainte-Anne | DH   | Jeffrey Frisch (CAN)      | Dustin Cook (CAN)         | Ryan Cochran-Siegle (USA) |
| 13.02.2014 | Mont Sainte-Anne | SG   | Jeffrey Frisch (CAN)      | Ryan Cochran-Siegle (USA) | Tyler Werry (CAN)         |
| 14.02.2014 | Mont Sainte-Anne | SG   | Rennen abgesagt.          | Rennen abgesagt.          | Rennen abgesagt.          |
| 14.02.2014 | Mont Sainte-Anne | SC   | Erik Read (CAN)           | Alexander Köll (SWE)      | Will Gregoriak (USA)      |
| 11.03.2014 | Nakiska          | GS   | Ryan Cochran-Siegle (USA) | Dustin Cook (CAN)         | Tyler Werry (CAN)         |
| 12.03.2014 | Nakiska          | GS   | Ryan Cochran-Siegle (USA) | Brennan Rubie (USA)       | Trevor Philp (CAN)        |
| 13.03.2014 | Nakiska          | SG   | Dustin Cook (USA)         | Ryan Cochran-Siegle (USA) | Phil Brown (CAN)          |
| 13.03.2014 | Nakiska          | SC   | Trevor Philp (CAN)        | Will Brandenburg (USA)    | Mark Engel (USA)          |
| 14.03.2014 | Nakiska          | SG   | Morgan Pridy (CAN)        | Jeffrey Frisch (CAN)      | Jared Goldberg (USA)      |
| 15.03.2014 | Calgary          | SL   | Colby Granstrom (USA)     | Dave Ryding (GBR)         | Espen Lysdahl (NOR)       |
| 16.03.2014 | Calgary          | SL   | Espen Lysdahl (NOR)       | Jonathan Nordbotten (NOR) | Dave Ryding (GBR)         |

## Damen

### Gesamtwertung
| Rang | Name             | Land               | Punkte |
| ---- | ---------------- | ------------------ | ------ |
| 1    | Madison Irwin    | Kanada             | 949    |
| 2    | Katie Ryan       | Vereinigte Staaten | 726    |
| 3    | Candace Crawford | Kanada             | 699    |
| 4    | Anna Marno       | Vereinigte Staaten | 691    |
| 5    | Mikaela Tommy    | Kanada             | 659    |

### Abfahrt
| Rang | Name            | Land               | Punkte |
| ---- | --------------- | ------------------ | ------ |
| 1    | Katie Ryan      | Vereinigte Staaten | 360    |
| 2    | Julia Ford      | Vereinigte Staaten | 280    |
| 3    | Katharine Irwin | Vereinigte Staaten | 235    |
| 4    | Julia Roth      | Kanada             | 190    |
| 5    | Breezy Johnson  | Vereinigte Staaten | 155    |

### Super-G
| Rang | Name          | Land               | Punkte |
| ---- | ------------- | ------------------ | ------ |
| 1    | Abby Ghent    | Vereinigte Staaten | 256    |
| 2    | Katie Ryan    | Vereinigte Staaten | 240    |
| 3    | Madison Irwin | Kanada             | 237    |
| 4    | Anna Marno    | Vereinigte Staaten | 196    |
| 5    | Julia Roth    | Kanada             | 190    |

### Riesenslalom
| Rang | Name                  | Land               | Punkte |
| ---- | --------------------- | ------------------ | ------ |
| 1    | Candace Crawford      | Kanada             | 370    |
| 2    | Chloe Margrethe Fausa | Norwegen           | 308    |
| 3    | Ève Routhier          | Kanada             | 288    |
| 4    | Anna Marno            | Vereinigte Staaten | 269    |
| 5    | Kate Riley            | Kanada             | 256    |

### Slalom
| Rang | Name                      | Land               | Punkte |
| ---- | ------------------------- | ------------------ | ------ |
| 1    | Lila Lapanja              | Vereinigte Staaten | 425    |
| 2    | Hailey Duke               | Vereinigte Staaten | 312    |
| 3    | Kristina Riis-Johannessen | Norwegen           | 242    |
| 4    | Roni Remme                | Kanada             | 232    |
| 5    | Madison Irwin             | Kanada             | 228    |

### Super-Kombination
| Rang | Name             | Land   | Punkte |
| ---- | ---------------- | ------ | ------ |
| 1    | Madison Irwin    | Kanada | 180    |
| 1    | Mikaela Tommy    | Kanada | 180    |
| 3    | Candace Crawford | Kanada | 118    |
| 4    | Julia Roth       | Kanada | 105    |
| 5    | Erin Mielzynski  | Kanada | 100    |

### Podestplätze
Disziplinen:
- DH = Abfahrt
- SG = Super-G
- GS = Riesenslalom
- SL = Slalom
- SC = Superkombination

| Datum      | Ort              | Dis. | 1. Platz                        | 2. Platz                       | 3. Platz                        |
| ---------- | ---------------- | ---- | ------------------------------- | ------------------------------ | ------------------------------- |
| 02.12.2013 | Loveland         | GS   | Nina Løseth (NOR)               | Erin Mielzynski (CAN)          | Marie-Pier Préfontaine (CAN)    |
| 03.12.2013 | Loveland         | GS   | Marie-Michèle Gagnon (CAN)      | Marie-Pier Préfontaine (CAN)   | Nina Løseth (NOR)               |
| 04.12.2013 | Loveland         | SL   | Marie-Michèle Gagnon (CAN)      | Michaela Kirchgasser (AUT)     | Carmen Thalmann (AUT)           |
| 05.12.2013 | Loveland         | SL   | Marie-Michèle Gagnon (CAN)      | Denise Feierabend (SUI)        | Paula Moltzan (USA)             |
| 07.12.2013 | Copper Mountain  | SG   | Marie-Pier Préfontaine (CAN)    | Julia Roth (CAN)               | Katie Hartman (USA)             |
| 08.12.2013 | Copper Mountain  | SG   | Erin Mielzynski (CAN)           | Marie-Pier Préfontaine (CAN)   | Katie Hartman (USA)             |
| 08.12.2013 | Copper Mountain  | SC   | Erin Mielzynski (CAN)           | Marie-Pier Préfontaine (CAN)   | Megan McJames (USA)             |
| 11.12.2013 | Copper Mountain  | DH   | Katie Ryan (USA)                | Katie Hartman (USA)            | Jacqueline Wiles (USA)          |
| 12.12.2013 | Copper Mountain  | DH   | Katie Ryan (USA)                | Julia Ford (USA)               | Katharine Irwin (USA)           |
| 15.12.2013 | Vail             | GS   | Chloe Margrethe Fausa (NOR)     | Paula Moltzan (USA)            | Kristine Gjelsten Haugen (NOR)  |
| 16.12.2013 | Vail             | GS   | Chloe Margrethe Fausa (NOR)     | Kristine Gjelsten Haugen (NOR) | Kristina Riis-Johannessen (NOR) |
| 17.12.2013 | Vail             | SL   | Kristina Riis-Johannessen (NOR) | Hailey Duke (USA)              | Madison Irwin (CAN)             |
| 18.12.2013 | Vail             | SL   | Paula Moltzan (USA)             | Hailey Duke (USA)              | Lila Lapanja (USA)              |
| 03.02.2014 | Sunday River     | GS   | Libby Gibson (USA)              | Paula Moltzan (USA)            | Kate Riley (CAN)                |
| 04.02.2014 | Sunday River     | GS   | Taïna Barioz (FRA)              | Candace Crawford (CAN)         | Mikaela Tommy (CAN)             |
| 05.02.2014 | Sunday River     | SL   | Taïna Barioz (FRA)              | Ève Routhier (CAN)             | Lila Lapanja (USA)              |
| 06.02.2014 | Sunday River     | SL   | Taïna Barioz (FRA)              | Lila Lapanja (USA)             | Kristina Riis-Johannessen (NOR) |
| 11.02.2014 | Mont Sainte-Anne | DH   | Julia Ford (USA)                | Julia Roth (CAN)               | Katie Ryan (USA)                |
| 12.02.2014 | Mont Sainte-Anne | DH   | Katie Ryan (USA)                | Katharine Irwin (USA)          | Julia Roth (CAN)                |
| 13.02.2014 | Mont Sainte-Anne | SG   | Madison Irwin (CAN)             | Katie Ryan (USA)               | Julia Roth (CAN)                |
| 15.02.2014 | Mont Sainte-Anne | SG   | Rennen abgesagt.                | Rennen abgesagt.               | Rennen abgesagt.                |
| 15.02.2014 | Mont Sainte-Anne | SC   | Madison Irwin (CAN)             | Mikaela Tommy (CAN)            | Julia Roth (CAN)                |
| 11.03.2014 | Calgary          | SL   | Resi Stiegler (USA)             | Lila Lapanja (USA)             | Roni Remme (CAN)                |
| 12.03.2014 | Calgary          | SL   | Resi Stiegler (USA)             | Brittany Phelan (CAN)          | Lila Lapanja (USA)              |
| 13.03.2014 | Nakiska          | SG   | Katie Ryan (USA)                | Jacqueline Wiles (USA)         | Anna Marno (USA)                |
| 14.03.2014 | Nakiska          | SG   | Abby Ghent (USA)                | Jacqueline Wiles (USA)         | Katie Ryan (USA)                |
| 14.03.2014 | Nakiska          | SC   | Mikaela Tommy (CAN)             | Madison Irwin (CAN)            | Candace Crawford (CAN)          |
| 15.03.2014 | Nakiska          | GS   | Candace Crawford (CAN)          | Ève Routhier (CAN)             | Anna Marno (USA)                |
| 16.03.2014 | Nakiska          | GS   | Mikaela Tommy (CAN)             | Anna Marno (USA)               | Resi Stiegler (USA)             |